# وليم ر. كوكس
وليم ر. كوكس (بالإنجليزية: William R. Cox)‏ (14 مارس 1901 في الولايات المتحدة - 7 يوليو 1988، لوس أنجلوس في الولايات المتحدة)؛ كاتِب مُتخصِّص في أدب الأطفال، سيناريست وروائي أمريكي.

## روابط خارجية
- وليم ر. كوكس على موقع IMDb (الإنجليزية)
- وليم ر. كوكس على موقع قاعدة بيانات الفيلم (الإنجليزية)